# Бряст
 Тази статия е за рода дървета.  За селото в България вижте Бряст (село).  
Бряст (Ulmus) е род покритосеменни растения от семейство Брястови (Ulmaceae). Включва между 30 и 40 вида дървета, разпространени в диворастящо състояние в Северното полукълбо от Сибир до Индонезия и от Мексико до Япония. Разграничението между отделните видове е спорно, поради лесната им хибридизация и наличието на голям брой местни вариации. В България се срещат три вида: бял бряст (Ulmus laevis), полски бряст (Ulmus minor) и планински бряст (Ulmus glabra).

## Описание
Брястовете са се появили преди около 40 милиона години и обхващат няколко десетки вида.
Брястовете са главно широколистни дървета, цъфтящи в ранна пролет, преди появата на листа и плодоносещи в края на пролетта – началото на лятото. Височината на дърветата понякога достига 40 m, а диаметъра на стъблото – 2 m. Те са непретенциозни, добре понасят подрязване, устойчиви са на суша и много видове са студоустойчиви. Размножаването става с коренови израстъци или семена. Короната е с широк, закръглен или сферичен връх, някои видове растат като храсти. Клоните са без тръни и бодли, с тънки израстъци по основните дебели клони. В ранна възраст растат бързо. Продължителността на живота им е 80 – 120 години (понякога до няколкостотин години).
Брястовете често се използват в озеленяването на селища.

## Цветове
Малките и невзрачни цветове, събрани в съцветия, седят в пазвите на листата. Цветовете са оборудвани с обикновен кабманообразен 5-разделен (по рядко 4 – 8) околоцветник и 5 тичинки (рядко 4 – 8).
Плодникът е едногнездов, присплескан, преминаващ в колона, разделен на две части, които представляват 2 влакънца.
Цветовете са ветроопрашвани, при повечето видове се появяват преди листата.

## Семена
Семето е сплескано, с тънка черупка, заобиколена от две големи крила, без хранителни тъкан (протеин). Семената се разнасят от вятъра и при попадане във влажна почва покълват за няколко дни.
Южните видове (Ulmus pumila, Ulmus macrocarpa и други), които растат на открито, започват да дават семена след 5 – 8 години, а северните дървесни видове (Ulmus glabra, Ulmus laevis, Ulmus laciniata и други) – след 20 – 40 години.

## Листа
Листата са несиметрични (неравни в основата), заострени, двойно назъбени по ръба, разностранни, разположени последователно. Листата може да варират по размер и форма, образувайки красива дантела. Повечето видове бряст са листопадни.

## Кора
Кората е кафява, при младите дървета гладка, а по-късно дебела, груба и набраздена с надлъжни пукнатини. На клоните на много южни видове се формират коркови израстъци.

## Корени
Кореновата система е силна, с отделни дълбоко навлизащи корени, както и с много странични повърхностни корени.

## Значение и използване
Дървесината на бряста се характеризира със здравина и вискозитет и е лесна за обработване. Използва се в мебелната промишленост и строителството.
Младите издънки се използват за храна на животни (листа и кора). Брястовете играят важна роля при озеленяването на големите и малките градове, както и при защитните насаждения.

## Болести и вредители
Брястовете биват атакувани от много насекоми, особено листояди (брястов листояд и др.), както и от опасни гъбични заболявания (холандска брястова болест, периодично предизвикваща масово изсъхване на брястовете). Много европейски и американски видове са близко до изчезване.

## В културата
В традиционния български фолклор брястът е дърво с магическо действие. Според едно от поверията за него при ограждане на нов двор за нова къща там трябва да се посадят брястове, защото такава къща никога не запустява.
На брястовете е наречена улица в квартал „Лозенец“ в София (Карта).

## Видове
- Ulmus alata
- Ulmus americana
- Ulmus bergmanniana
- Ulmus boissieri
- Ulmus canescens
- Ulmus castaneifolia
- Ulmus changii
- Ulmus chenmoui
- Ulmus chumlia
- Ulmus crassifolia
- Ulmus davidiana
- Ulmus elongata
- Ulmus gaussenii
- Ulmus glabra – Планински бряст
- Ulmus glaucescens
- Ulmus harbinensis
- Ulmus ismaelis
- Ulmus laciniata
- Ulmus laevis – Бял бряст
- Ulmus lamellosa
- Ulmus lanceifolia
- Ulmus macrocarpa
- Ulmus mexicana
- Ulmus microcarpa
- Ulmus minor – Полски бряст
- Ulmus parvifolia
- Ulmus procera
- Ulmus prunifolia
- Ulmus pseudopropinqua
- Ulmus pumila – Дребнолистен бряст
- Ulmus rubra
- Ulmus serotina
- Ulmus szechuanica
- Ulmus thomasii
- Ulmus uyematsui
- Ulmus villosa
- Ulmus wallichiana

## Известни брястове

### Старият бряст
Най-известния бряст в България е „Старият бряст“, който расте в центъра на Сливен. Дървото е Ulmus minor на около 1000 години и е обявено за защитен обект, който се охранява от държавата. За съхранението му като природен феномен са положени необходимите усилия за консервация. За да се спрат евентуалните гнилостни процеси или развъждане на микроорганизми, кухините са запълнени с укрепителен пълнеж, като са оставени и отвори за естествена вентилация.
През 2014 г. той е обявен за „Европейско дърво на годината“.